# Nonose

Structure d'un nonose, ici β-neuraminsyre, un acide neuraminique.

Un nonose est un ose possédant neuf atomes de carbone,. La formule chimique est C9(H2O)9 ou C9H18O9.

## Types
En fonction de la position des groupes fonctionnels, on distingue les cétononoses et les aldononoses :
- les aldononoses ont sept centres stéréogènes, ce qui permet la formation de 128 stéréoisomères (27), qui diffèrent par la position des groupes hydroxyle ou de l'atome de carbone asymétrique ;
- les cétononoses ont six centres stéréogènes, ce qui donne la possibilité de 64 stéréoisomères différents possibles.

## Familles
Il existe quatre familles de nonoses connus :
- Acide neuraminique ;
- Acide sialique ;
- Acide légionamique ;
- Acide pseudoamique.

## Exemples dans la nature
Il se produit dans les monosaccharides ramifiés (cariose : 4,8-cyclo-3,9-didésoxy-L-érythro-D-idononose),. Le cariose est le seul sucre carbocyclique trouvé à ce jour dans la nature. Il a été identifié comme un composant de deux chaînes O homopolymères du polysaccharide de la bactérie phytopathogène Burkholderia caryophylli LPS responsable du flétrissement des œillets.
Le D-érythro-L-galacto-nonulose est présent dans le fruit de l'avocat (Persea americana) et les racines de la primevère officinale (Primula officinalis).